# Claudio Báez
Claudio Báez (Guadalajara, 1948. március 23. – Cuernavaca, 2017. november 19.) mexikói színész.

## Filmjei

### Mozifilmek
- Lobo salvaje (1983)
- Playa prohibida (1985)
- Contrato con la muerte (1985)
- Narco terror (1985)
- Hotel Colonial (1987)
- El día de los Albañiles III (1987)
- Una estrella (1988)
- Tres Lancheros Muy Picudos (1989)
- El diario íntimo de una cabaretera (1989)
- Mujeres de media noche (1990)
- Fuga hacia la muerte (1990)
- Furia de ladrones (1991)
- Relaciones violentas (1992)
- Curado de espantos (1992)
- Los verduleros 3 (1992)
- Más allá del deseo (1992)
- Prostitución y sida - Mujeres de la calle (1993)
- En espera de la muerte (1993)
- Bulldog (1993)
- La vibora (1995)
- Ataque salvaje (1995)
- The Pearl (2001)

### Tv-filmek
- Mujer bonita (2001)

### Tv-sorozatok
- Cuando los hijos se van (1983, három epizódban)
- Los años felices (1984)
- Guadalupe (1984, három epizódban)
- Vivir un poco (1985)
- Martín Garatuza (1986, 90 epizódban)
- Rosa salvaje (1987–1988, nyolc epizódban)
- El tiempo de los dioses (1988)
- Mi segunda madre (1989, három epizódban)
- Lo blanco y lo negro (1989, egy epizódban)
- Simplemente María (1989, egy epizódban)
- En carne propia (1990, egy epizódban)
- Trópusi hőség (Tropical Heat) (1991, egy epizódban)
- Mujer, casos de la vida real (1991–2005, 12 epizódban)
- Carrusel de las Américas (1992, három epizódban)
- Dos mujeres, un camino (1993, négy epizódban)
- El Premio Mayor (1995, három epizódban)
- Tu y yo (1996, három epizódban)
- El secreto de Alejandra (1997, három epizódban)
- ¿Qué nos pasa? (1998, két epizódban)
- Titkok és szerelmek (El privilegio de amar) (1998–1999, 69 epizódban)
- Szeretni bolondulásig (Por tu amor) (1999, három epizódban)
- Esperanza (1999, egy epizódban)
- A betolakodó (La intrusa) (2001, egy epizódban)
- Bajo la misma piel (2003)
- Mujer de madera (2004, négy epizódban)
- Mundo de fieras (2006–2007, 66 epizódban)
- Amor sin maquillaje (2007, egy epizódban)
- Pokolba a szépfiúkkal! (Al diablo con los guapos) (2007–2008, két epizódban)
- La rosa de Guadalupe (2008, egy epizódban)
- Adictos (2009, egy epizódban)
- Az én bűnöm (Mi pecado) (2009, két epizódban)
- Locas de amor (2010, 25 epizódban)
- A csábítás földjén (Soy tu dueña) (2010, 24 epizódban)
- Como dice el dicho (2011, egy epizódban)
- Menekülés a szerelembe (Un refugio para el amor) (2012, 64 epizódban)
- Todo incluido (2013)
- Gossip Girl: Acapulco (2013, két epizódban)
- A Macska (La Gata) (2014, három epizódban)
- Fiorella (2014–2015, 13 epizódban)
- Despertar contigo (2016, kilenc, epizódban)